# Moechotypa diphysis
Moechotypa diphysis là một loài bọ cánh cứng trong họ Cerambycidae.